# Progress 9
Progress 9 (ryska: Прогресс-9) var en sovjetisk obemannad rymdfarkost som levererade förnödenheter, syre, vatten och bränsle till den sovjetiska rymdstationen Saljut 6.
Progress farkosten sköts upp från Kosmodromen i Bajkonur med en Sojuz-U-raket, den 27 april 1980, den dockade med rymdstationen två dagar senare. Den lämnade rymdstationen, den 20 maj 1980 och brann upp i jordens atmosfär två dagar senare.

### Fotnoter
1. ↑  ”NASA Space Science Data Coordinated Archive” (på engelska). NASA. https://nssdc.gsfc.nasa.gov/nmc/spacecraft/display.action?id=1980-033A. Läst 1 mars 2020.
2. ↑  Manned Astronautics - Figures & Facts Arkiverad 10 september 2007 hämtat från the Wayback Machine., läst 15 juli 2016.